# Amenouzume
Amenouzume (jap. アメノウズメ; auch Ame-no-uzume-no-kami oder Ame-no-uzume-no-mikoto (Kojiki: 天宇受賣命, Nihonshoki: 天鈿女命); Karl Florenz übersetzt den Namen mit „das abschreckende Weib des Himmels“) ist ein weiblicher Kami in der Mythologie des Shintō. Der Tanz der Amenouzume gilt als die Urform des shintōistischen Sakraltanzes Kagura.

## Tanz für Amaterasu

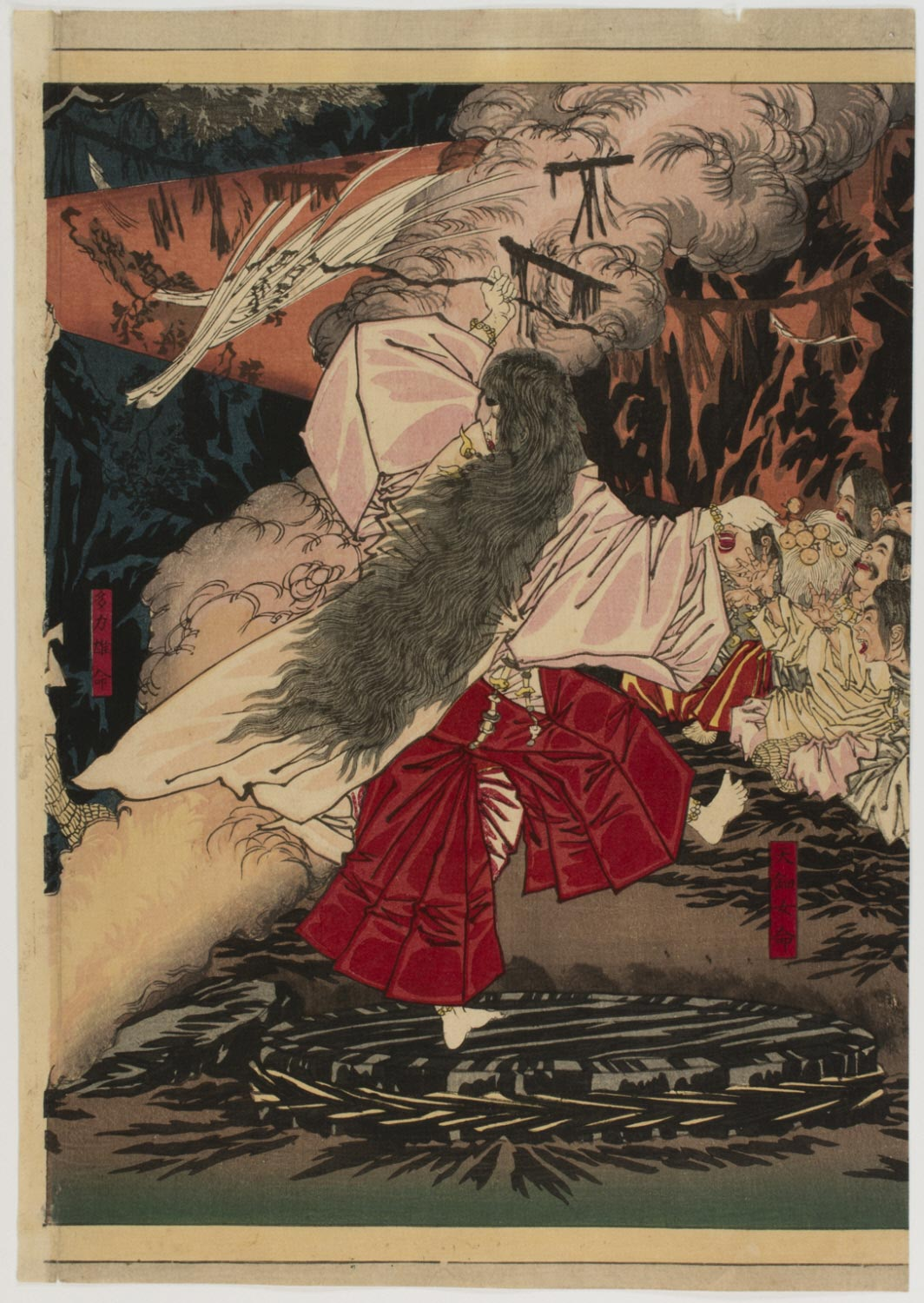
Der Tanz von Ame no Uzume

Kurz nach Susanoos letztem Besuch bei seiner Schwester Amaterasu vor seiner Verbannung aus Takamanohara richtete dieser großes Unheil in den Himmlischen Gefilden an und verwüstete vieles von dem, was vorher nach himmlischer Ordnung aufgebaut worden war.
Amaterasu zeigte sich darüber derart erschrocken und verärgert, dass sie sich in der Himmlischen Felsenhöhle (Ame-no-iwa-ya) versteckte und deren Tür hinter sich verschloss, worauf es ewige Nacht (toko-yo) in den Himmlischen Gefilden und auf der Erde wurde und sofort ein Wehgeschrei unter den achtzig Myriaden Kami losbrach. So versammelten sie sich am Flussbett des Ruhigen Flusses des Himmels und ersonnen einen Plan, um Amaterasu wieder aus der Höhle herauszubekommen.
Der Anteil von Amenouzume bestand darin, einen Sakraltanz auszuführen. Dazu nahm sie sich verschiedene Reliquien (darunter ein Handstützband (tasuki) aus Keulen-Bärlapp vom Himmlischen Kagu-Berg, Kopfschmuck (kazura) aus den Blättern des Spindelbaums (Kojiki) bzw. des Sakaki (Nihonshoki), ein Handstrauß aus Bambusgras (sasa-ba; nicht im Nihonshoki) sowie ein Speer (hoko; nicht im Kojiki)), entzündete ein Feuer (nicht im Kojiki) und stellte ein Schallbrett (uke fusete; Kojiki) bzw. einen umgekehrten Trog (uke, Nihonshoki) vor die Höhle, stampfte dann darauf und tat mit pantomimischen Gesten so, als befinde sie sich in Besessenheit und göttlicher Inspiration. Die darauf direkt folgende Stelle ist wohl eine der meistdiskutierten in der Shintō-Mythologie. Sie findet sich so nur im Kojiki. In zwei alternativen Erzählungen des Nihonshoki wird der Tanz nicht erwähnt, in der Hauptversion des Nihonshoki sowie im Kogoshūi fehlen die als obszön inkriminierten Teile des Tanzes aus dem Kojiki, die Basil Hall Chamberlain bei seiner Übersetzung ins Englische aus dem Jahr 1906 dazu nötigten, für die entsprechende Stelle ins Latein zu wechseln (usque ad privates partes):

„[Amenouzume] zog die Warzen ihrer Brüste heraus und zog den Saumbund ihres Gewandes bis an die Scham herab.

Da schütterte das Gefilde des Hohen Himmels und die achthundert Myriaden Götter alle zusammen lachten.“

Amaterasu hörte dieses Gelächter und zeigte sich so verwundert über die so offen gezeigte Ausgelassenheit trotz der von ihr verursachten Dunkelheit im Himmel, dass sie die Tür zur Felsenwohnung ein wenig öffnete und nach dem Grund fragte. Amenouzume bedeutete ihr daraufhin, dass sich die Himmlischen Kami alle freuen würden, weil eine Gottheit da wäre, die noch herrlicher als Amaterasu sei. Gleichzeitig stellten die anderen Himmlischen Kami einen vorher eigens dafür angefertigten Spiegel so auf, dass Amaterasu – neugierig darauf, wer der herrlichere Kami sei und verblüfft von ihrem eigenen Angesicht – beim Spähen aus der Höhle schließlich herausgezogen werden konnte und wieder alles hell wurde.

## Dienst für Ninigi
Als Ninigi von Amaterasu und Takamimusubi zur Erde geschickt wurde, um über sie zu herrschen, befand sich an den himmlischen acht Kreuzwegen (yachi-mata) ein Kami, dessen Identität zunächst unklar war. Er schien schrecklich oder zumindest sehr mächtig zu sein, so dass Amenouzume vorausgeschickt wurde, um zu erfahren, wer dieser Kami sei. Amaterasu und Takamimusubi gaben ihr dem Kojiki zufolge den Auftrag mit den Worten:

„Wenn du auch nur ein schwachhändiges Weib bist, so bist du doch eine Gottheit, die [feindlich] entgegenstehenden Göttern siegreich entgegenblickt. Daher sollst du ganz allein hingehen und also fragen: ‚Wer verharrt da so auf dem Wege, auf dem unser hehres Kind den Herabstieg vom Himmel bewerkstelligen will?‘“

Im Nihonshoki zeigten sich die anderen Himmlischen Kami vor dem mysteriösen Kami am Kreuzweg sehr verängstigt und es geht der von Amenouzume an den Kami gestellten Frage dieser Passus voraus:

„Ame no Uzume entblößte hierauf ihre Brüste, zog das Schnürband ihres Frauenrockes bis unter den Nabel herab und trat ihm so höhnisch lachend gegenüber. Da fragte der Gott der Kreuzwege sie und sprach: ‚Ame no Uzume! aus welchem Grund tust du das?‘ Sie antwortete und sprach: ‚Ich möchte mir erlauben zu fragen, wer derjenige ist, der auf diese [flegelhafte] Weise auf dem Weg verharrt, den das Kind von Ama-terasu Oho-mi-kami entlang geht?‘“

Der Kami stellte sich dann als der Irdische Kami Sarutahiko vor, der vom bevorstehenden Herabstieg Ninigis gehört hatte und nun demütig auf ihn warte, um ihm bei seiner Ankunft Dienste als Führer (saki) anzubieten. Ameonouzume berichtete dies im Himmel bzw. begleitete Sarutahiko bei seiner Führung Ninigis.

## Nachfolgendes und Verehrung
Von Ninigi bekam Amenozume dem Nihonshoki zufolge für ihre Dienste den Namen der von ihr entdeckten Gottheit als Kabane und Uji. Er verlieh ihr und ihren Nachkommen daher den Namen und Titel Sarume no Kimi (Saru-me wird von Florenz mit „Affenweib“ übersetzt, es ist der vordere Namensbestandteil von Sarutahiko. Diese Sarume sollen die ersten Tänzerinnen bei Festlichkeiten gewesen sein, Vorläufer der Miko). 
Manche Kommentatoren halten dies für eine Eheschließung zwischen Sarutahiko und Amenozume, was erklären würde, warum sie in einigen bildlichen Darstellungen gemeinsam und als Mann und Frau abgebildet werden. In der Verehrung im Shintō teilen sich beide oft denselben honden eines Schreins, so zum Beispiel im Yūtoku-inari-Schrein (Kashima, Präfektur Saga; dort trägt sie den Namen Ōmiya-no-me-no-kami), zusammen mit Uga-tama-no-mikoto im Fushimi Inari-Taisha und im Saruta-hiko-jinja (ein massha des Mitsumine-Schreins in der Präfektur Saitama). Andere Namen, unter denen sie verehrt wird, sind unter anderem Miya-bi-no-kami, Ō-ichi-hime, Ō-miya-hime und Ō-yama-hime.
Alleine wird Amenozume in nur wenigen Schreinen verehrt, darunter der Reino-mimae-sha (ein massha des Atsuta-jingū). Mit anderen Kami außer Sarutahiko ist sie unter anderem eingeschreint im Ebisu-jinja (ein sessha des Himuka-Schreins im Stadtbezirk Higashiyama-ku von Kyōto) und im Ichido-sha (ein Nebenschrein des Kibitsu-Schreins in Okayama).
Der Tanz der Amenouzume ist Vorbild für viele Kagura-Tänze in allerlei Riten bis hoch zum Daijō-sai, Teil der Thronbesteigung des Tennō im kaiserlichen Shintō. Besondere Verehrung erhält sie durch ihren Tanz für Amaterasu traditionell durch die verschiedenen Gilden oder Organisationen professioneller Tänzer in Japan. 
Ein beliebtes Motiv (insbesondere für Netsuke und Masken des Nō-Theaters) in der japanischen Kunst ist ihr lächelndes Vollmondgesicht mit den Pausbacken, die unten dicker als oben sind, der vorstehenden Stirn, flachen Nase, den dünnen und kurvigen Augen sowie dem offenen, kleinen Mund. Dieses Motiv, das zwar nicht schön, aber dennoch freudig und bezaubernd aussehen soll, heißt auch Okame oder Otafuku.